# Al-Tilal Sports Club
L'Al-Tilal Sports Club (in arabo نادي التلال)  è una società calcistica yemenita con sede ad Aden.

## Palmarès
- Campionato: 2  1991, 2005
- Coppa dello Yemen: 2 2007, 2010
- Coppa Naseem Hamed: 2  2000, 2003
- Coppa dell'Unità: 1  1999
- Coppa Ali Muhsin al-Murisi:  1 2003